# Апраксин (платформа)
Апра́ксин — остановочная платформа Санкт-Петербургского отделения Октябрьской железной дороги на линии Санкт-Петербург — Волховстрой.
Расположена в одноимённом посёлке. Обслуживает также жителей ряда садоводств, расположенных в окрестностях платформы: «Апраксин-1», «Апраксин-2», «Вагонник», «Восток», «Восход-2», «Приморский район», «Геодезист», «им. Ф.Э.Дзержинского», «Индустриальный техникум трудовых резервов», «Красная Бавария», «Красная Бавария-2», «Краснодеревщик», «Красный Маяк», «Ленинградская слюдяная фабрика», «Луч», «Магистраль», «Металлист», «Мореходка», «Огнеупоры», «ПЗМ», «ПСК Спортсудостроитель», «Рассвет», «Рубин», «Связист», «Северный завод», «Сигнал», «УНР-77», «Химик-2», «Художник».
С северной стороны путей расположены: билетная касса, продуктовый магазин, туалет, таксофон. С южной стороны расположен магазин стройхозтоваров и пиломатериалов.

## Фотографии
- Помещение билетной кассы и зала ожидания